# 極寒ブリ
極寒ブリ・極寒ぶり（ごっかんブリ）は、北海道白糠町の白糠漁業協同組合で水揚げされたブリのうち、船上活〆(放血)で処理された、魚体が7キログラム超える天然ブリの名称（ブランド名）。「極寒ブリ」は株式会社イミューを出願者として2023年4月に商標登録された。

## 「極寒ブリ」「極寒ぶり」名称使用ルール
- 北海道白糠漁業協同組合で水揚げされること[2]
- 船上活〆(放血)で1匹ずつ処理されていること[2]
- 魚体が7キログラムを超えること[2]

## 誕生の背景
地球温暖化による海水温の上昇などを背景に、北海道で年々、ブリの漁獲量が増えている。北海道によると、北海道におけるブリの漁獲量は1990年は400トンであったが2020年には15,457トンである。道東・釧路沖を漁場とする白糠町においても漁獲量が急増しているブリを新たな水産資源として価値化するために、2022年より「極寒ブリ」のブランディングが開始された。2023年9月に北海道・白糠町内に極寒ブリの加工・製造・商品開発を行うイミュー白糠工場が建設された。